# Авіаційна промисловість України

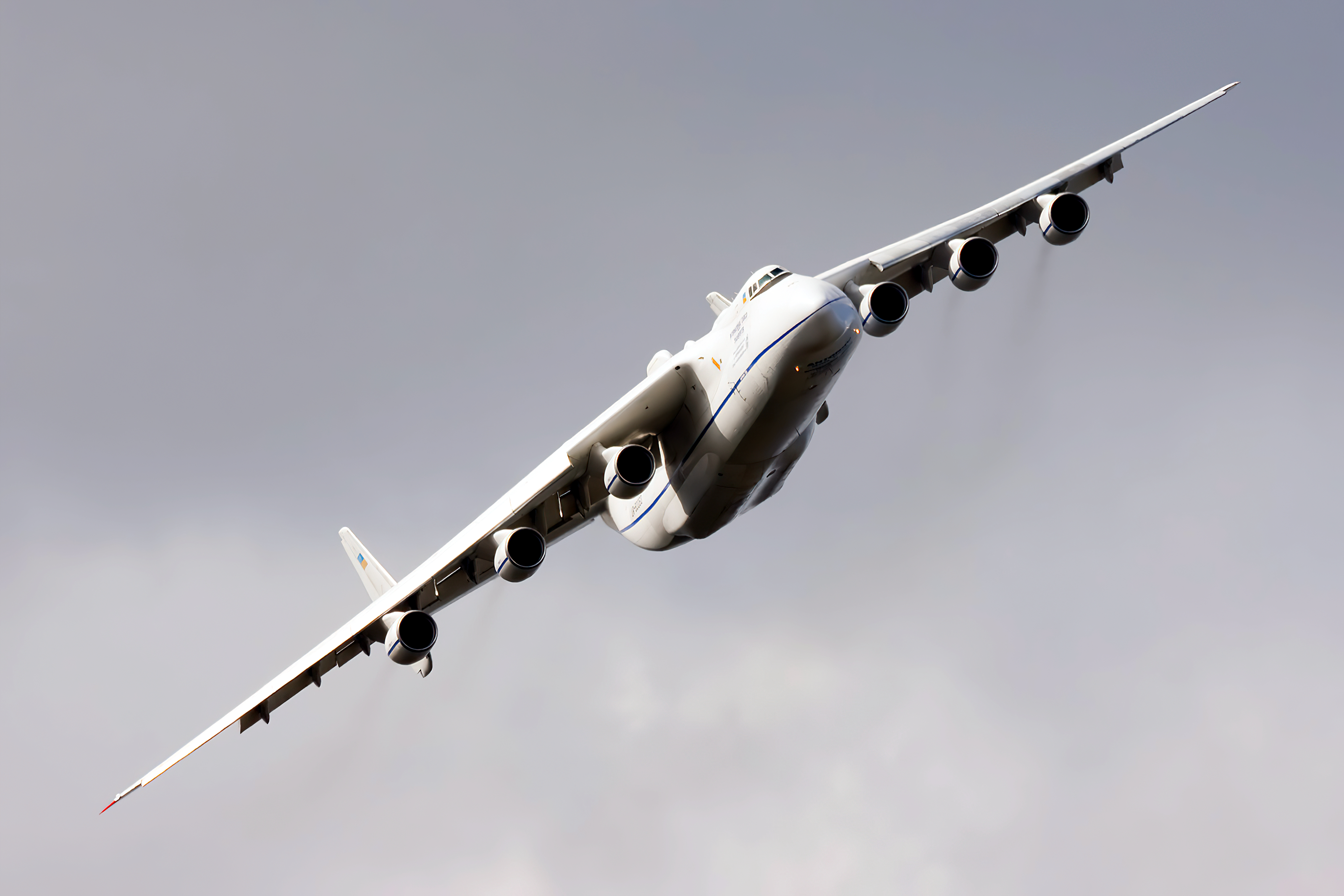
Ан-225 «Мрія» — був найбільший та найпотужніший у світі транспортний літак. Зруйнований внаслідок російського бомбардування аеродрому Гостомель.

Авіаційна промисловість України — галузь машинобудування України. Авіабудівництво, відновлення авіатехніки та авіаційні перевезення, стратегічно важливі для України і є одні з базових напрямів національної економіки.

## Історія
1899 року, в Києві розпочався рух за створення п'ятого, повітроплавного відділення Київського політехнічного інституту, який очолив один з найбільш відданих прихильників авіації, професор Микола Артем'єв, і яке було засновано 8 листопада 1909 року та називалося Київське товариство повітроплавання. Члени товариства, зокрема Олександр Кудашев розробляли проєкти літальних апаратів, будували та випробовували їх, виконували польоти на право одержання диплома пілота-авіатора, організовували змагання, влаштовували виставки тощо.
24 березня 1908 року в Одесі було засновано перший на теренах України та в Російській імперії аероклуб, президентом якого від 1910 року був Артур Анатра. Там були майстерні, де починаючи з 1910 року на приватні замовлення виготовлялися ліцензійні копії літаків французьких конструкцій отже від 1914 до 1917 року, на ньому вже було збудовано понад тисячу літаків (1056 в Одесі й приблизно 50 одиниць на дочірньому підприємстві в Сімферополі).
1909 року, українським благодійником, авіаконструктором і підприємцем Федором Терещенком на теренах маєтку Федора Федоровича Терещенка в селищі Червоне (Житомирщина) був побудований авіаційний завод (авіамайстерні) з аеродромом, на якому було розроблено та випущено кілька літаків, за участю видатного майбутнього українського авіаконструктора — випускника Київської політехніки Дмитра Григоровича. Отже, Україна можливо, є однією з держав-піонерів літакобудування.
Вже з 1910 року, у Києві існувало Куренівське цивільне летовище, побудоване також зусиллями Федора Терещенка, де виконувалися польоти аеропланів.
Цікаво, що найбільший літак у світі того часу, «Ілля Муромець» був зроблений 1913 року, українським авіаконструктором Ігорем Сікорським за проєктом Київського товариства повітроплавання, теж на кошти Терещенка.
23 березня 1923 року в Харкові, що мав на той час чин столиці України, постановою Раднаркому УРСР за сприяння Товариства авіації та повітроплавання України і Криму та Головного управління повітряного флоту Червоної армії, було створено акціонерне товариство «Укрповітрошлях» — першу авіакомпанію на теренах республіки. 51 % її акцій належало державі. Статутний капітал товариства становив 550 тис. золотих карбованців. Звідти пролягли повітряні маршрути Харків → Полтава → Київ, та Харків → Полтава → Кременчук → Одеса. 25 травня 1924 на військове льотне поле біля Жулян, прибув пробним рейсом із Харкова літак Укрповітрошляху «Червоний хімік» (системи «Дорньє Комета»), що вважається початком роботи аеропорту Жуляни.

## Стан
Україна належить до небагатьох країн світу, що мають повний цикл (макротехнологію), за винятком авіоніки, створення авіаційної техніки, та посідає провідне місце на світовому ринку в секторі транспортної та регіональної пасажирської авіації. За рівнем розвитку літакобудування Україна належить до найбільш розвинених держав. Таку промисловість мають п'ять — шість країн, які застосовують високі технології. Виробництво великих пасажирських літаків взагалі освоїли всього кілька держав. Найбільші літаки — аеробуси: вони вміщують близько 850 (Airbus A380) пасажирів. Їх випускають компанії «Airbus» (Євросоюз) і «Boeing» (США). Літаки, розраховані на меншу кількість пасажирів, виробляються в країнах ЄС (компанії «ATR» і «Saab AB»), в Канаді («Bombardier»), в Бразилії («Embraer»), в Ірані (HESA) і в Україні — на Харківському авіазаводі і на київському «Антонові». Почати пасажирське авіабудування збирається Китай — там величезна потреба в цьому виді авіатехніки. Деякі моделі літаків типу «Ан», випереджають подібні світові зразки, на три — чотири роки. Літакобудування є однією з найбільш прибуткових і водночас найбільш капіталоємних галузей машинобудування.
2007 року, було створено державний авіабудівний концерн «Авіація України», який об'єднав 10 підприємств авіапрому, зокрема АНТК ім. Антонова, київський авіазавод «Авіант», Харківське державне авіаційне виробниче підприємство (Харківський авіазавод), Запорізьке машинобудівне КБ «Прогрес». Концерн створювався задля «об'єднання розробників і виробників авіаційної техніки в єдиний комплекс з централізованим керуванням». Водночас, корпорацію «Національне об'єднання „Антонов“» було закрито.
В 2010—2012 роках, підприємствами авіабудування виготовлено та передано замовникам 19 літаків.
2013 року, ухвалено Закон України «Про внесення змін до Закону України „Про розвиток літакобудівної промисловості“ щодо державної підтримки збуту авіаційної техніки вітчизняного виробництва».
Того-ж року, тривало виконання контракту державним підприємством «Завод 410 цивільної авіації», щодо ремонту літаків Ан-32 для військово-повітряних сил Індії.
Крім продовження терміну служби і нового двигуна АІ-20 виробництва «Мотор Січі», осучаснений Ан-32RE отримує: новий радар, систему попередження про наближення до землі, систему запобігання зіткнень, систему супутникової навігації, обладнання для вимірювання відстані і осучаснені радіовисотоміри. Кабіну оснащено вдосконаленими сидіннями екіпажу, новою кисневою системою і двома багатофункціональними дисплеями. Станом на листопад 2015 року, Індії вже було передано 40 відновлених літаків Ан-32.
У травні 2016 року, було створено Корпорацію «Українська авіабудівна компанія», до складу якої увійшли ДП «Антонов», УкрНДІАТ, ДП «Новатор», Харківський машинобудівний завод «ФЕД», Харківське агрегатне конструкторське бюро і завод «Маяк».

## Можливості

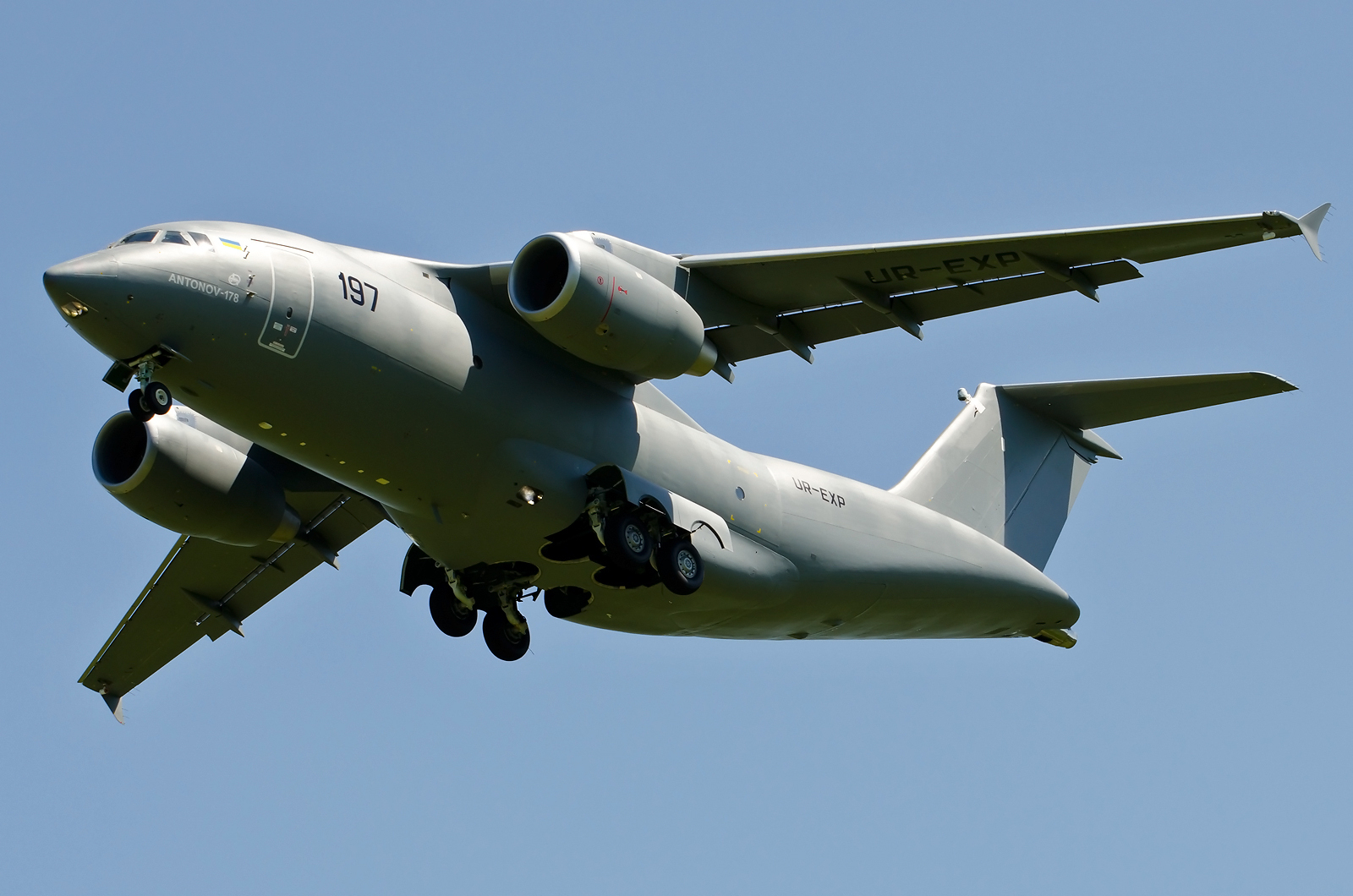
Ан-178

Галузь нараховує понад 60 підприємств, на які припадає близько 25 відсотків зайнятих у машинобудуванні в Україні. Основу галузі становлять п'ять великих підприємств, на яких зосереджено дві третини працівників галузі. Потенціал авіаційної промисловості дає змогу збільшувати обсяги розроблень і виробництва авіаційної техніки, зокрема:
- регіональні пасажирські та транспортні літаки,
- авіаційні двигуни та агрегати,
- бортове радіоелектронне обладнання, орієнтоване на використання супутникових систем зв'язку, навігації та спостережень,
- вертольоти та літальні апарати малої авіації, зокрема безпілотні.

До далекоглядних розробок галузі можна віднести:
- літаки типу Ан-74, Ан-38, Ан-70, Ан-124, Ан-140, Ан-148, Ан-178, Ан-225 та їх модифікації,
- серійне виробництво двигунів Д-27, Д-18Т четвертої серії, АІ-450, АІ-222-25, ВК-2500,
- український гвинтокрил.

До авіабудування України виявляють інтерес, європейські та китайські інвестори.

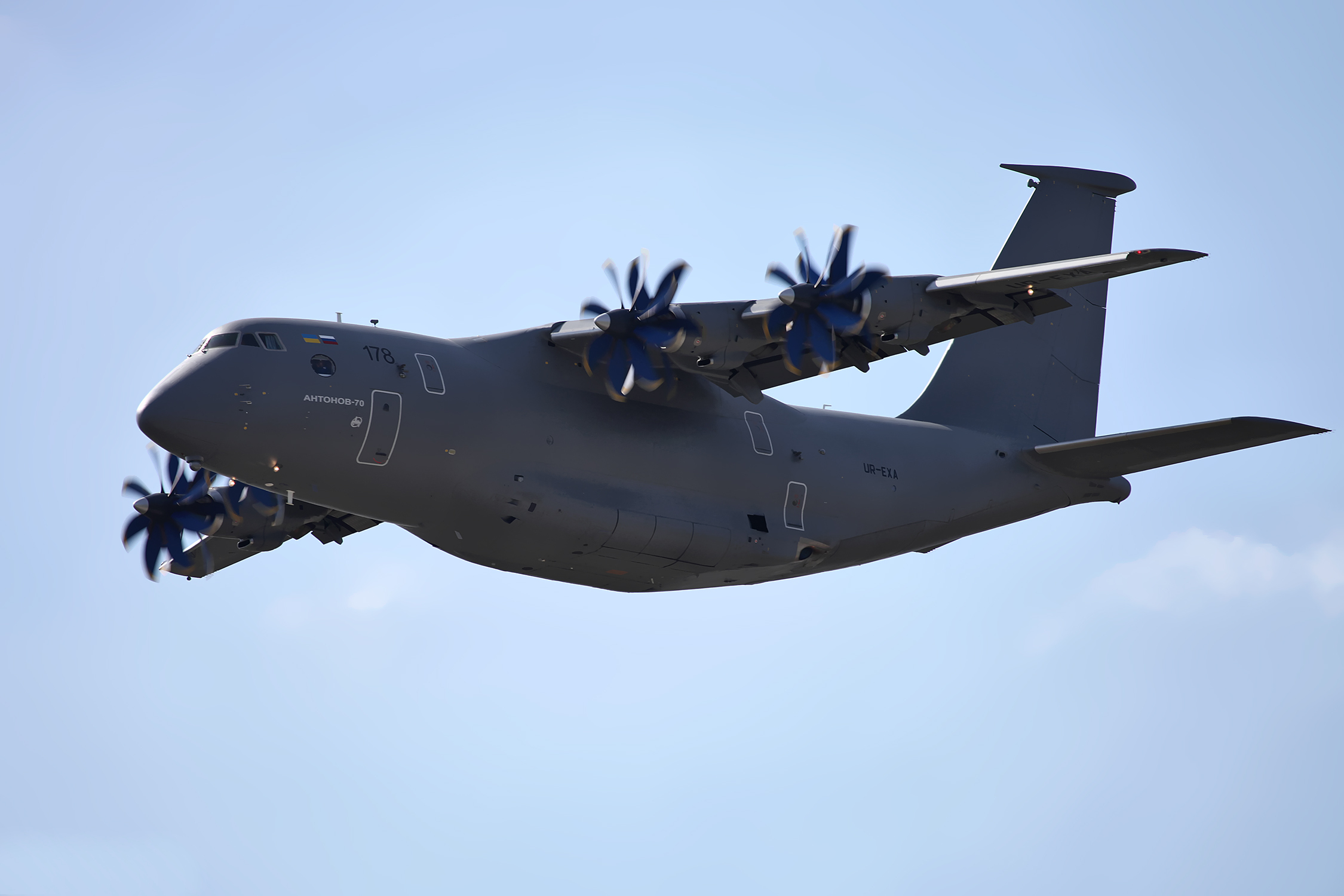
Ан-70

Державним підприємством «Антонов» укладено контракт на виготовлення 47 літаків Ан-148 та їх модифікацій для іноземних замовників.
2013 року, було досягнуто принципової згоди з Російською Федерацією щодо відновлення спільного виробництва літака Ан-124 «Руслан» та закінчення робіт з розроблення та виробництва літака Ан-70 (після російської агресії 2014 року щодо України, програму заморожено).
11 квітня 2014 року завершилися державні випробовування Ан-70 і літак був схвалений для прийняття на озброєння МОУ.
19 січня 2015 р. — тодішній міністр оборони України генерал-полковник Степан Полторак, підписав наказ про прийняття транспортних літаків типу АН-70, на озброєння військово-повітряних сил України.
За тодішніми оцінками «Антонова», потреба світового ринку в літаках типу Ан-70 на період до 2035 року, становить 300 машин.
У грудні 2020-го, підприємство «Мотор Січ» освоїло виробництво композитних лопатей головних гвинтів для вертольотів Мі-8 та металевих лопатей до вертольотів Мі-24 українського виробництва. Такі технології на той час мали лише п'ять держав світу.

## Перешкоди
Станом на 2011:
- потребувало оновлення 80 відсотків виробничих потужностей, насамперед на заводах із серійним випуском продукції,Серійний завод Антонов, 2009

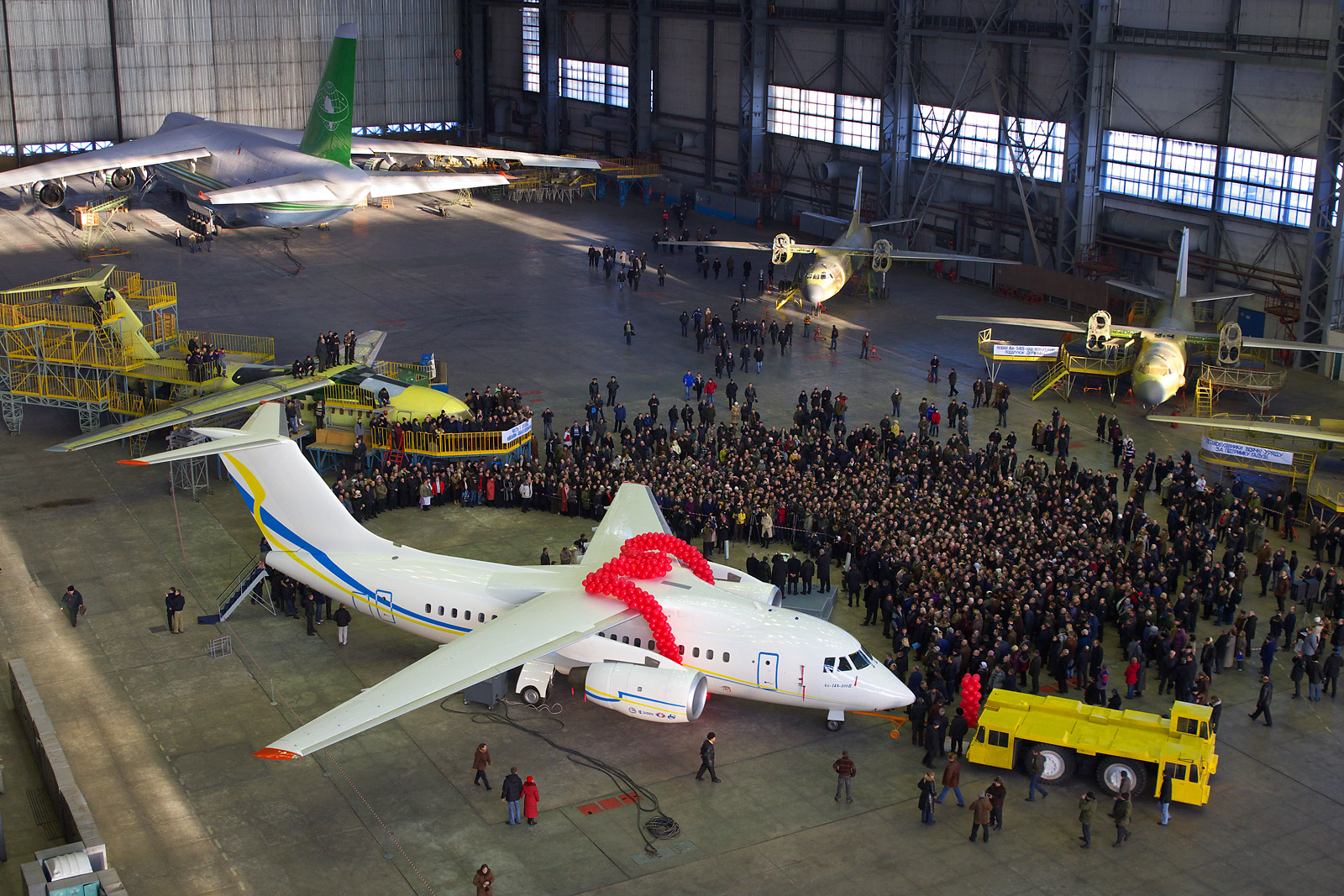
Серійний завод Антонов, 2009

- існувала роз'єднаність розробників, виробників та баз технічного обслуговування і ремонту авіаційної техніки,
- старіли кадри, які оновлювалися завдяки випускникам Національного авіаційного університету та Національного аерокосмічного університету імені М. Є. Жуковського «Харківський авіаційний інститут»,
- нестача фінансових ресурсів,
- існувала залежність більш як на 70 відсотків, від імпорту сировини та комплектувальних виробів,
- знижувалася виробнича кооперація з Російською Федерацією.

Після початку російсько-української війни 2014 року, галузь зазнала кризи через зупинку з 16 червня 2014 року, взаємодії з РФ у військовій сфері, що призвело до взаємного припинення постачань з України та Російської Федерації, авіаційних комплектувальних виробів для літакобудування і зосередження української авіаційної промисловості на співпрацю з західними компаніями, що потребувало часу.
За останні роки кількість замовлень зменшилася на чверть — іноземні фірми витісняють Україну не лише зі світового авіаційного ринку (переважно, завдяки більшій економічності та комфортності пасажирських лайнерів західного виробництва), але і з власного ринку та ринку СНД, який станом на 2020 рік, мав значні перспективи розвитку — пасажирообіг авіаперевезень в Україні та країнах СНД, у 6-10 разів менший, ніж наприклад у США, Канаді та ЄС.

## Майбутнє
Під час виставки IDEX 2019, що проходила в Абу-Дабі 17–21 лютого, було представлено докладні дані про новий безпілотний бомбардувальник великого радіусу дії (UCAV).
Саудівська компанія Science Technology разом з партнерами з Південної Кореї, США та України запускає програму, яка використовуватиме новітні технології та досвід бойових дій для розробки нової безпілотної повітряної платформи, яка зможе перевозити декілька тонн високоточного озброєння.

## Авіабудівні компанії і підприємства України

Авіаімпекс КТ-112

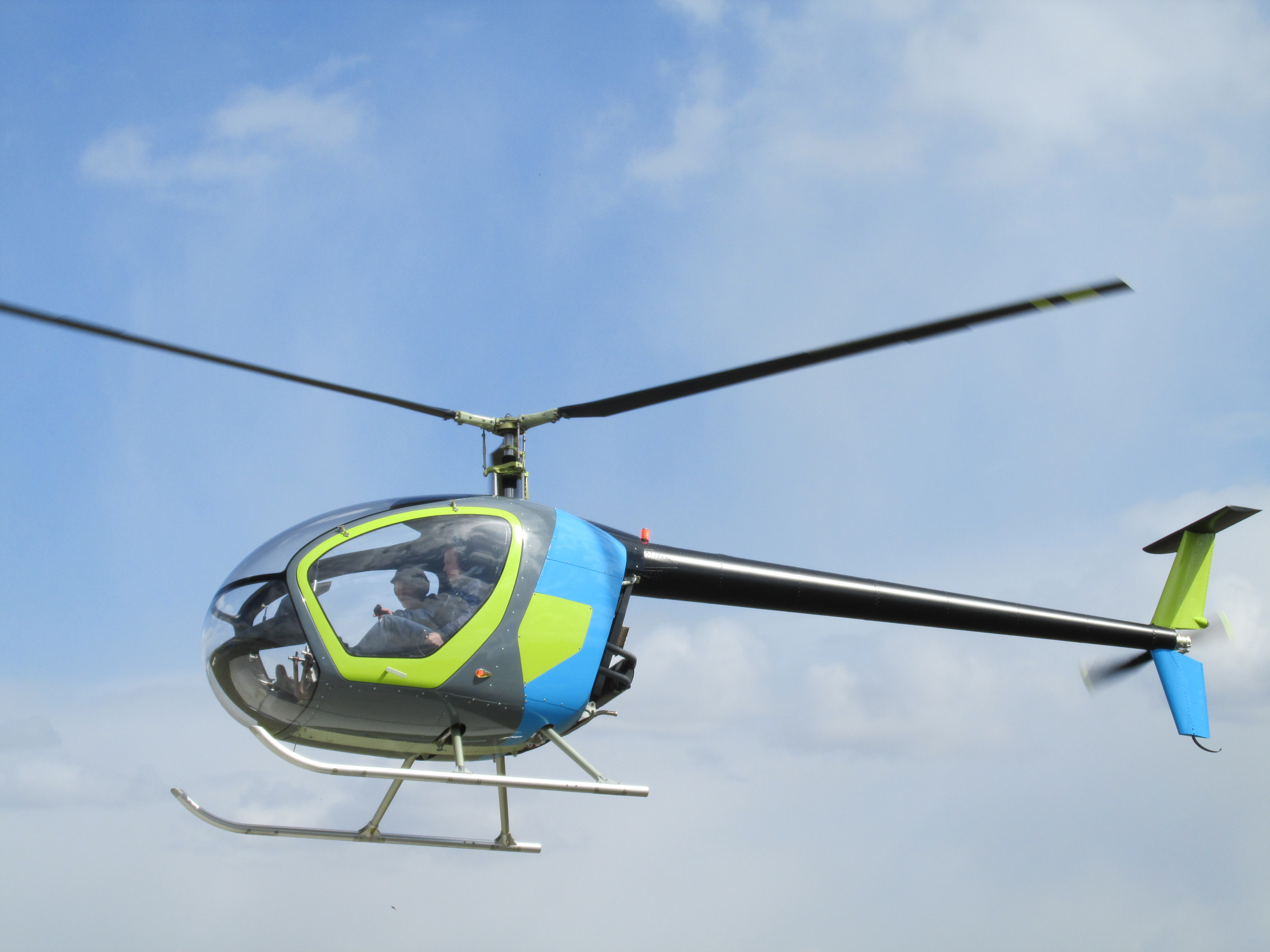
Skyline SL-231

### Надлегка авіація
- Аерос
- Аеропракт

### Авіаційні заводи
- Державне підприємство «Антонов»
  - Серійний завод «Антонов»
  - Державне підприємство «Завод 410 цивільної авіації»
  - Харківське державне авіаційне виробниче підприємство

### Авіаремонтні заводи
- Вінницький авіаційний завод
- Євпаторійський авіаційний ремонтний завод
- Запорізький державний авіаційний ремонтний завод «МіГремонт»
- Конотопський авіаремонтний завод «Авіакон»
- Львівський державний авіаційно-ремонтний завод
- Луцький ремонтний завод «Мотор»
- Луганський авіаційний ремонтний завод
- Миколаївський авіаремонтний завод «НАРП»
- Одеський авіаційний завод
- Чугуївський авіаційний ремонтний завод

### Виробники гелікоптерів
- Авіаімпекс
- Авіакон
- Авіант
- Аерокоптер
- ВіАЗ
- Горизонт-12
- Закарпатський машинобудівний завод
- Мотор Січ
- Софтекс-Аеро
- Вібстон Аеро
- Київська авіакомпанія «Вектор»[9][10]
- Севастопольське авіаційне підприємство

### Виробники двигунів
- Івченко-Прогрес
- Мотор Січ

### Сервісні центри
- Ніжинський сервісний центр авіаційної безпеки МВС (обслуговування гелікоптерів Airbus Helicopters)[11]